# La saga Crepuscle: Albada (2a part)
La saga Crepuscle: A trenc d'alba (2a part) (en l'anglès original: The Twilight Saga: Breaking Dawn – Part 2, normalment coneguda com a Breaking Dawn: Part 2) és una pel·lícula dramàtica de fantasia dels Estats Units de 2012 dirigida per Bill Condon i basada en la novel·la de 2008 Trenc d'alba de Stephenie Meyer. És la segona de dues parts de l'adaptació de la novel·la i la cinquena i última entrega de la saga Crepuscle, després de la primera part d'Albada el 2011. Els tres membres del repartiment principal, Kristen Stewart, Robert Pattinson i Taylor Lautner, van reprendre els seus papers i Mackenzie Foy va interpretar Renesmee Cullen. El repartiment també el van formar Billy Burke, Peter Facinelli, Elizabeth Reaser, Kellan Lutz, Nikki Reed, Jackson Rathbone, Ashley Greene, Michael Sheen i Dakota Fanning.
Es va estrenar el 16 de novembre de 2012. La pel·lícula, malgrat les crítiques negatives, va ser un èxit comercial amb gairebé 830 milions de dòlars de taquilla, el més taquiller de la saga.
Ha estat doblada al català.

## Argument
La Bella conclou la seva transformació a vampir i ara ha de familiaritzar-se amb la seva nova condició. Amb el naixement de la Renesmee, la família Cullen s'ha de protegir davant l'amenaça dels Volturi, ja que hi ha una llei per als vampirs que prohibeix a tots els clans convertir nens.

## Repartiment
- Kristen Stewart com a Bella Cullen (Swan de soltera) – esposa d'Edward, mare de Renesmee, millor amiga de Jacob i filla de Charlie.
- Robert Pattinson com a Edward Cullen – marit de Bella, pare de Renesmee, fill adoptiu de Carlisle i Esme i germà adoptat d'Alice i Emmett.
- Taylor Lautner com a Jacob Black – millor amic d'infantesa de Bella que va deixar marca a Renesmee.
- Mackenzie Foy com a Renesmee Cullen – filla de Bella i Edward, marcada per Jacob i neta de Charlie.
- Ashley Greene com a Alice Hale (Cullen de soltera) – millor amiga de Bella, germana adoptada d'Edward i Emmett, esposa de Jasper i filla adoptiva de Carlisle i Esme.
- Jackson Rathbone com a Jasper Hale – marit d'Alice
- Peter Facinelli com a Carlisle Cullen – marit d'Esme, pare adoptiu d'Edward, Alice i Emmett, sogre de Bella, Jasper i Rosalie i avi de Renesmee.
- Elizabeth Reaser com a Esme Cullen – Carlisle's wife, Edward, Alice and Emmett's adopted mother, Bella, Jasper and Rosalie's mother-in-law and Renesmee's grandmother
- Kellan Lutz com a Emmett Cullen – marit de Rosalie, germà adoptat d'Edward i Alice i fill adoptiu de Carlisle i Esme.
- Nikki Reed com a Rosalie Cullen (Hale de soltera) – esposa d'Emmett
- Billy Burke com a Charlie Swan – pare de Bella, avi de Renesmee i sogre d'Edward
- Maggie Grace com a Irina – aquelarre Denali
- Michael Sheen com a Aro – aquelarre Volturi
- Jamie Campbell Bower com a Caius – aquelarre Volturi
- Dakota Fanning com a Jane – aquelarre Volturi
- Christopher Heyerdahl com a Marcus – aquelarre Volturi
- Casey LaBow com a Kate – aquelarre Denali
- MyAnna Buring com a Tanya – aquelarre Denali
- Lee Pace com a Garrett – aquelarre Denali
- Christian Camargo com a Eleazar – aquelarre Denali
- Mía Maestro com a Carmen
- Noel Fisher com a Vladimir
- Joe Anderson com a Alistair
- Cameron Bright com a Alec
- Angela Sarafyan com a Tia
- Rami Malek com a Benjamin
- Booboo Stewart com a Seth Clearwater
- Daniel Cudmore com a Felix
- Ty Olsson com a Phil
- Alex Meraz com a Paul
- Judith Shekoni com a Zafrina
- Charlie Bewley com a Demetri
- J. D. Pardo com a Nahuel
- Wendell Pierce com a J. Jenks
- Julia Jones com a Leah Clearwater
- Lateef Crowder com a Santiago
- Andrea Powell com a Sasha
- Toni Trucks com a Mary
- Andrea Gabriel com a Kebi
- Austin Naulty com a home llop
- Kiowa Gordon com a Embry Call
- Chaske Spencer com a Sam Uley
- Bronson Pelletier com a Jared
- Marisa Quinn com a Huilen
- Omar Metwally com a Amun
- Valorie Curry com a Charlotte
- Tracey Heggins com a Senna
- Marlane Barnes com a Maggie
- Guri Weinberg com a Stefan
- Erik Odom com a Peter
- Tyson Houseman com a Quil Ateara
- Gil Birmingham com a Billy Black
- Lisa Howard com a Siobhan
- Bill Tangradi com a Randall
- Patrick Brennan com a Liam
- Amadou Ly com a Henri
- Janelle Froehlich com a Yvette
- Masami Kosaka com a Toshiro

Cam Gigandet (James), Rachelle Lefevre i Bryce Dallas Howard (Victoria), Edi Gathegi (Laurent), Jodelle Ferland (Bree Tanner) i altres actors de pel·lícules anteriors van fer cameos durant els crèdits finals.

## Sèries derivades
El setembre de 2016, el copresident de Lionsgate Patrick Wachsberger va afirmar que una seqüela era «una possibilitat» però que només es faria si Stephenie Meyer ho volia. El 8 d'agost de 2017, Variety va informar que el president de Lionsgate Jon Feltheimer tenia interès en fer sèries derivades de la saga Crepuscle i volia explorar-ne la idea.